# ラグビーユニオンのポジション

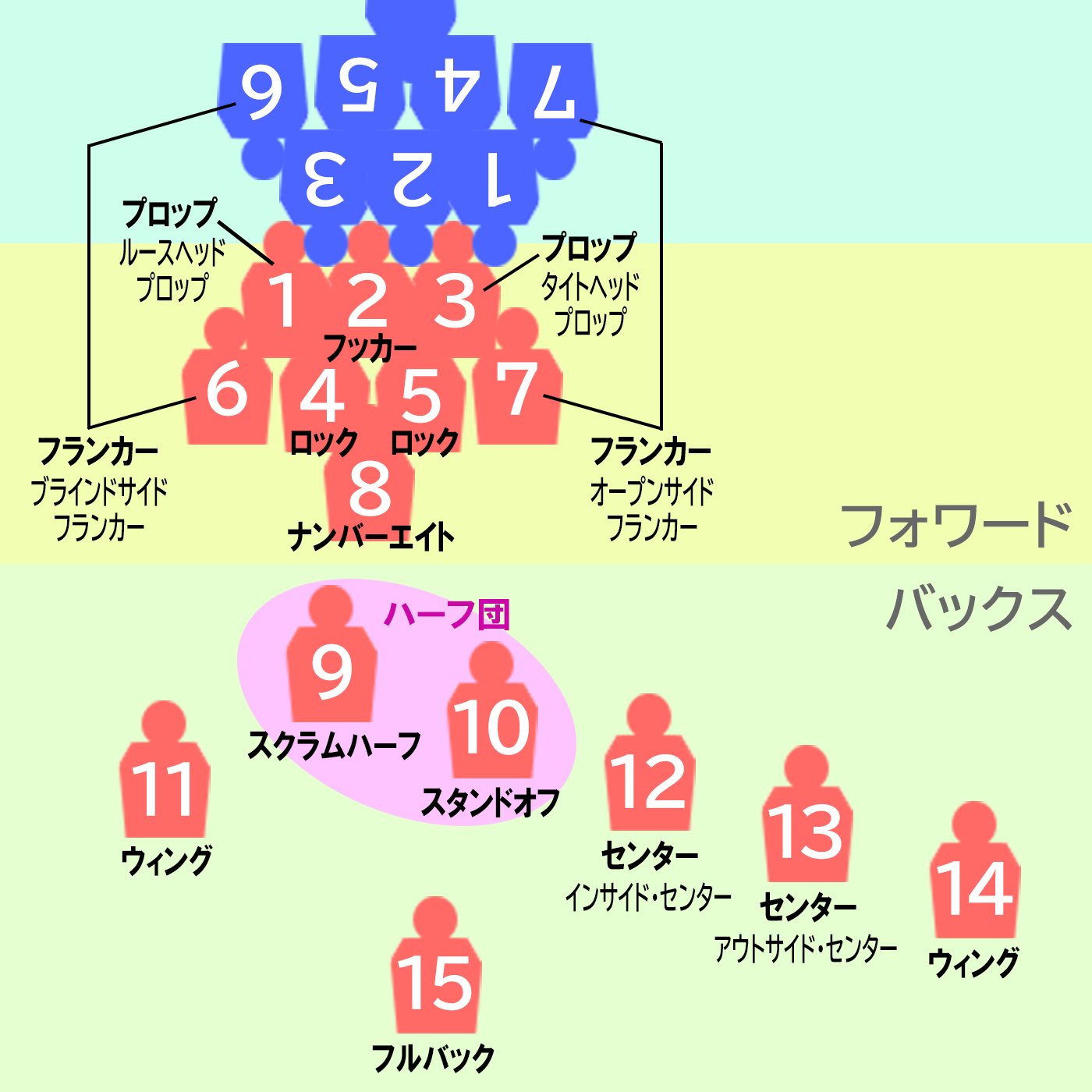

本項ではラグビーユニオンのポジションについて解説する。
ラグビーユニオン（15人制ラグビー）においては、先発選手15人の背番号1から15それぞれに対応するポジションが定められている。
交代選手（後述）には、16番以降の背番号が与えられる。交代選手のポジション割り当ては一部の慣習はあるが自由であり、チームや試合により異なる。

## 概要
出典：
ポジションは、大きくフォワード（FW）8人と、バックス（BK）7人とに分かれる。先発メンバーは1から15までの背番号がつけられ、下表（「ポジション一覧」）のように呼ぶ。
時代や、戦術の多様化によって、それぞれのポジションや役割が異なる。
1910年、当時フォワード7人体制を採用していたオールブラックス（ニュージーランド代表）にならい、慶應義塾大学はフォワード7人体制（2-3-2 または 3-2-2）を採用。17年間FW7人体制を守り、日本国内チームに対して無敗記録を続けた。
2024年秋以降、スクラム時に9番（スクラムハーフ）どうしの牽制ができなくなったため、ボールを持たない側は 一時的にスクラムハーフの位置にフォワード選手（6番フランカーやナンバーエイトなど）を置いて（スクラムハーフはスタンドオフ位置まで下がって）、裏側（展開とは反対の側）の防御を高めることもある。

## ポジション一覧
下表は、現在の日本での呼び方を中心に記述した。英語表記はその呼び方の根拠となるつづりだが、イングランド発祥のラグビーであるため、国際試合においては、イギリス英語表記となることがある（例：センターは「centre」）。
後述「10番における呼称の違い」も参照のこと。
| 大区分                  | 中区分                                             | 背番号 | ポジション名                                         | 略号       | 別名 | 備考 |
| ----------------------- | -------------------------------------------------- | ------ | ---------------------------------------------------- | ---------- | --- | --- |
| フォワード (forward) FW | フロントロー (front row) 第1列 / 最前列            | 1      | プロップ (prop)                                      | PR / PR1   | ルースヘッドプロップ (loose head prop) 左プロップ (left prop) | スクラム時、頭の左側が自由となるポジション。                                                                                     |
| フォワード (forward) FW | フロントロー (front row) 第1列 / 最前列            | 2      | フッカー (hooker)                                    | HO         | | |
| フォワード (forward) FW | フロントロー (front row) 第1列 / 最前列            | 3      | プロップ (prop)                                      | PR / PR3   | タイトヘッドプロップ (tight head prop) 右プロップ (right prop) | スクラム時、頭が左右とも敵の頭に挟まるポジション。                                                                               |
| フォワード (forward) FW | セカンドロー (second row) 第2列                    | 4      | ロック (lock)                                        | LO         | 左ロック (left lock) | スクラム時、1番・2番の間に入る。                                                                                                 |
| フォワード (forward) FW | セカンドロー (second row) 第2列                    | 5      | ロック (lock)                                        | LO         | 右ロック (right lock) | スクラム時、2番・3番の間に入る。                                                                                                 |
| フォワード (forward) FW | バックロー (back row) サードロー (third row) 第3列 | 6      | フランカー (flanker)                                 | FL         | 左右固定の場合、左フランカー (left flanker) | 展開の裏側の場合、ブラインドサイド・フランカー (blind side flanker) 展開側の場合、オープンサイド・フランカー (open side flanker) |
| フォワード (forward) FW | バックロー (back row) サードロー (third row) 第3列 | 7      | フランカー (flanker)                                 | FL         | 左右固定の場合、右フランカー (right flanker) | 展開の裏側の場合、ブラインドサイド・フランカー (blind side flanker) 展開側の場合、オープンサイド・フランカー (open side flanker) |
| フォワード (forward) FW | バックロー (back row) サードロー (third row) 第3列 | 8      | ナンバーエイト (number eight ) ナンバー8 (number 8 ) | NO8 / No.8 | | スクラム時、4番・5番の間に入る。                                                                                                 |
| バックス (backs) BK     | ハーフバックス (half backs) ハーフ団               | 9      | スクラムハーフ (scrum half)                          | SH         | ハーフバック（halfback）HB | 第4列に相当する。 |
| バックス (backs) BK     | ハーフバックス (half backs) ハーフ団               | 10     | スタンドオフ (stand off)                             | SO         | フライハーフ (fly half) FH【多くの国】 アウトハーフ（out half）OH ファースト・ファイブエイス（first five-eighth）FF ファースト・ファイブ（first five）FF 後述「10番における呼称の違い」を参照。 | 第5列に相当する。 「10番・12番」をあわせてファイブエイス（five eighths）と呼ぶこともある。                                       |
| バックス (backs) BK     | スリークォーターバック (three-quarter backs)       | 12     | センター (center / center three-quarter back)        | CTB        | インサイド・センター (inside center) セカンド・ファイブ（second five） | 第5列に相当する。 「10番・12番」をあわせてファイブエイス（five eighths）と呼ぶこともある。                                       |
| バックス (backs) BK     | スリークォーターバック (three-quarter backs)       | 13     | センター (center / center three-quarter back)        | CTB        | アウトサイド・センター (outside center) | 第6列に相当する。 現在、「第7列」は存在しない。                                                                                  |
| バックス (backs) BK     | スリークォーターバック (three-quarter backs)       | 11     | ウィング (wing / wing three-quarter back)            | WTB        | 左ウィング (left wing) ウィンガー（winger） | 第6列に相当する。 現在、「第7列」は存在しない。                                                                                  |
| バックス (backs) BK     | スリークォーターバック (three-quarter backs)       | 14     | ウィング (wing / wing three-quarter back)            | WTB        | 右ウィング (right wing) ウィンガー（winger） | 第6列に相当する。 現在、「第7列」は存在しない。                                                                                  |
| バックス (backs) BK     | フルバック (full back)                             | 15     | フルバック (full back)                               | FB         | | 第8列に相当する。 |

## フォワード
出典：
フォワード（FW、forward）とは、1番から8番までの8人の選手のこと。またフォワードは、試合中にスクラムを組むメンバーでもある。かつては7人でスクラムを組むチームもあったが、1996年に8人で組むことが定められた。
スクラムを組む際の位置取りで、フロントロー、セカンドロー、バックローに大きく分けられる。与えられた役割によって、さらに細かくプロップ （PR）2人、フッカー（HO）1人、ロック（LO）2人、フランカー（FL）2人、ナンバーエイト（No.8）1人、というポジションに分けられる。
腕などで互いがしっかり組まれるフロントローとセカンドローの5人で「タイトファイブ」、スクラム時に敵とは接触していないセカンドローとバックローの5人で「バックファイブ」とも呼び、それぞれスクラム練習の場などで用いられる。
試合ではボールを獲得することが一番の役割で、敵チームと激しくボールを奪い合うために、相手選手に競り負けたり、当たり負けしたりしないよう、身長や体重など体格的に優れ、屈強な肉体の、パワーのある選手がこのポジションを占めている。
しかし、最近では選手がオールラウンダー化する世界的流れの中で、バックスのように走力も求められるようになっている。運動量を増す現代のラグビーユニオンでは、PR・HO・LOのタイトファイブの運動量が勝負の鍵とまで言われる。

### フロントロー
スクラムを組む際に最前列（第1列）に位置するため、プロップ2人 と フッカー の計3人をフロントロー（front row）と称する。
専門性が高いため、競技規則（2024年、第3条「チーム」）では、一般的な23人でのチーム編成の場合は、先発選手3人1組と共に、控え選手3人1組もそろえることを義務化している。

#### プロップ
背番号：1番・3番
略号：PR（PR1、PR3）
英語表記：prop
1番の別名：ルースヘッドプロップ（loose head prop）、左プロップ（left prop）
3番の別名：タイトヘッドプロップ（tight head prop）、右プロップ（right prop）
- スクラムの際にフッカーと共に最前列の3名（フロントロー）を構成し、相手のフロントローと頭を交互に組み合わせて相手チームを直接押す役割を持つ。スクラムの職人。また、ロックの押す力を伝えるために適切な形を作るコントローラーでもある。
- モールの際には体ごと相手を押し込み、相手陣を崩す役目を持ち、スピードを犠牲にしてもパワーがあることが要求されるポジションである。
- 1番（左側）のプロップはルースヘッドプロップといい（スクラムの際、頭の右側のみ敵と組み、左側は開放されているため）、3番（右側）のプロップはタイトヘッドプロップという（スクラムの際、頭の両方を敵に挟まれているため）。身体の力の掛けかたも異なるため、1番の選手と3番の選手とは、互換性が低い（入れ替えがほぼできない）。このため、1番より、3番のほうが体格が大きく体重が重いことが多い。
- ラインアウト時やキックオフ時、ボールをキャッチするロック（LO）を高く持ち上げる筋力と、ボールキャッチしたLOを守る強さが求められる[18]。
- フィールドで味方からパスを受けることはあまりないが、ボールハンドリング能力や突破力が高ければ高いほど、勝敗に影響するポジションであり、ボールを持って突破を試みるプロップも珍しくない。
- 慣習として、プロップの控え選手は17番（左）・18番（右）となることが多い。

#### フッカー
背番号：2番
略号：HO
英語表記：hooker
- スクラムの要。スクラムの際のフロントローの中央に位置し、プロップ (PR) と共に相手と組み合って直接相手を押し込む。また、スクラムハーフ (SH) が投入したボールを足で引っかけて（フックして）、自陣の後方に送り込む役割を果たす。この役割がフッカーの名称の由来でもある。プロップと同じく屈強であるが、プロップよりは若干小柄な選手が多い。
- ラインアウトの際にはボールを投入する役割となることが多い。これは、ボールを受ける側に体格の大きい選手が回ることで、競り合いに負けないようにするためだと言われている。そのため、フォワード陣の中でも特にボールの扱いの上手さ、パスの技量が求められる。
- 慣習として、フッカーの控え選手は16番となることが多い。

### セカンドロー
スクラムを組む際に2列目に位置するため、ロックをセカンドロー（second row）と称する。

#### ロック
背番号：4番・5番
略号：LO
英語表記：lock
- FWのポジションでスクラムの際に2列目の左右に位置する。ラインアウトの際にボールを空中で奪い合う役割があることから、チームで最も背の高い選手がこのポジションにつく傾向がある。空中の仕事人。
- ロックの力でスクラム全体の強さが変わるため、プロップにも負けないパワーが求められる。
- スクラムの時に軸となる3番プロップの後ろになる5番ロックは、4番ロックより体格の良い選手が担当することが多い。

### バックロー
かつて、スクラムを組む際に、ロック（2列目）より後ろの最後列（3列目）に位置していたため、フランカー2人 と ナンバーエイト の計3名をバックロー（back row）もしくはサードロー（third row）と称する。
現在のフランカーは、2列目（ロック）の両隣に位置し、1列目のプロップを直接押していて「2列目」に見えるが、3列目として扱う。

#### フランカー
背番号：6番・7番
略号：FL
英語表記：flanker
- スクラムの際には、第2列（ロック）の左右に位置し、それぞれ前にいるプロップを押す。第2列と横並びだが、第3列扱いである。
- スクラムにおいて、6番がタッチラインに近い側でブラインドサイドフランカー（blind side flanker）、7番がタッチラインから遠い側でオープンサイドフランカー（open side flanker）になるという形がある。その場合は、スクラムの位置（タッチラインが右寄りにあるか左寄りにあるか）や、戦術によって、6番と7番の位置が逆になる。ただし、単に6番が左、7番が右という形もある。
- オープンサイドフランカーは豊富な運動量とディフェンス力、ブラインドサイドフランカーはフィジカルとアタッキング力が求められる。
- 地上で展開される攻撃のあらゆる局面（モール、ラック、ブレイクダウン、パントキックに対するチャージダウン等）に積極的に参加して味方をサポートし、体で相手陣を押し崩す役回りである。ボールを保持して密集地のサイドを突破する役目も担う。
- ディフェンスにおいてはタックルマンとして大きく勇気が求められる。
- 接点におけるルーズボールへの働きかけ（セービング、スティール、スイープ）も重要な役割で、攻守に活躍するだけの高い身体能力、運動量が求められる。スクラムから素早く離れて攻守に備えるため、ニュージーランドでは、ナンバーエイトと共にルースフォワード (Loose Forward) とも呼ばれる。
- ナンバーエイトやセンターも担当する選手も多い。

#### ナンバー8
背番号：8番
略号：NO8 / No.8
英語表記：number eight / number 8
- ナンバーエイトは、フランカーとともにスクラム時の第3列となる。
- スクラム最後尾に位置し、両ロックの間に頭を入れ、肩でFWを押す。フロントロー（フッカーおよびロックなど）から送られてきたボールをキープしたり、かき出されたボールを持って自ら密集地のサイドを強引に突破したりする。
- モール形成時には、その起点となることも求められる。フランカーに似たポジションではあるが、より自由にフィールドを走り回るため、運動量、身体能力に加えて、ゲームに対する総合的な判断力が求められる。
- フランカーも担当する選手が多い。スクラムから素早く離れて動くことが求められることから、ニュージーランドではフランカーと共にルースフォワード (Loose Forward) とも呼ばれる[19]。

### スクラム
上記8人のフォワードによって、スクラムを組む。詳細は、スクラム (ラグビーユニオン)を参照。

## バックス
出典：
バックス（BK、backs）とは、フォワード以外のスクラムハーフ (1人)、スタンドオフ (1人)、センター (2人)、ウィング (2人)、フルバック (1人)の7人のプレーヤーの総称で、9番から15番までの選手のこと。
その中でも9番と10番の選手をハーフバックスもしくはハーフ団などと呼び、11番から14番までの選手はスリークォーターバック (three quarter backs; 日本語に訳すと「4分の3のバックス」という意味)、そして15番はフルバックと言う。
バックスは、フォワードが獲得したボールを前に進め、最終的に得点につなげるのが役割。体格的にはフォワードに劣るが、足が速く、パスやキックなどのテクニックに優れた選手が多い。守備ではタックルで相手の攻撃を防ぐ。
どのポジションでも務められるバックス選手を「ユーティリティ・バックス（UTB）」というが、ポジション名ではない（後述）。

### ハーフ団
スクラムハーフ（9番）とスタンドオフ（他にフライハーフ等と呼称、10番）は、ポジションを8分割したとき4/8列目と5/8列目（の前側）に来るため、合わせて「ハーフバックス（half backs）」「ハーフ団」と呼ばれる。
後述のとおり、国によって呼称が異なることが多いポジションである。

#### スクラムハーフ
背番号：9番
略号：SH
英語表記：scrum half
ニュージーランドでの呼称：ハーフバック（halfback）HB
- 名前の由来は、スクラムと連携する「ハーフ（全8列のうち4列目、4/8）」というところから。
- スクラムやモール、ラックに参加はしないが、そばにいて、かき出されたボールを持ってバックス陣にパスをすることを主とする役回りである。スタンドオフと同様に攻撃の起点となることから、フランスのラグビー哲学ではスクラムハーフが司令塔であるとされている。
- 地面にあるボールを拾い上げつつパスする（ダイビングパス等）という動作が特に多く、体が小さい選手が務めることが多い。密集地からの最初のパスを出すので、敏捷さと高度なパススキル、瞬間的な判断力、常に密集地に素早く駆けつけることができる持久力、体が小さいことを武器として大男たちの密集地のサイドを突破できるような俊敏性とステップワーク技術が要求される。
- 守備の際は、密集地からパスが出たことを味方に伝えたり、相手FW陣のスクラムサイドの突破を防ぐことも要求される。体躯の大小にかかわりなく9人目のFWとして大男の突破を防がなくてはならないことから、強靭なメンタリティとフィジカルが求められる。

#### スタンドオフ
背番号：10番
略号：SO
英語表記：stand off - 「スタンドオフ」の呼称を使用している協会：日本、スコットランドで使用。
他国での呼称および表記：フライハーフ（FH）、アウトハーフ（OH）、ファースト・ファイブエイス（FF）などがある。
→ 詳細は後述「10番における呼称の違い」を参照。
- スタンドオフの語源は、スクラムから「離れた」（＝スタンドオフ）ハーフという意味の「stand-off half」から。「ハーフ」とは 上述（ハーフバックス）のとおり、全8列のうち4列目（4/8）と 5列目（5/8）を意味する。
- フルバックと共に、ゴールキックを担当する選手が多い[25][26]。そのため、得点する機会が多く、日本代表のテストマッチ歴代得点者の上位5人のうち3人（廣瀬佳司、田村優、ジェームス・アレジ）が、スタンドオフ担当である（詳細は「ラグビー日本代表#テストマッチ歴代得点者」を参照）。
- 一般的に、司令塔と言われているポジションである[27]。
- 両方向に、さまざまな長さで、さまざまな素早く正確なパスを実行する[28]。
- スクラムハーフからの距離と深さを設定して、走る/パスする/キックするなどのアクションを決定して、実行する[28]。
- スクラムやモールには参加せず、守備時においては、相手のスタンドオフをマークし、プレッシャーをかけることで相手のミスの誘発やプレーを遅らせる役目を担う。

### スリークォーターバック
11番から14番までの4人を指す。略号は、センターがCTB（センター・スリークォーター・バック、Center Three-quarter Back）、ウィングがWTB（ウィング・スリークォーター・バック、Wing Three-quarter Back）。
スリークォーターバック（Three-quarter Backs、TB）は、ポジションを8分割したときに6列目（6/8 = 3/4 = スリークォーター）に位置するため。かつては、7列目に「セブンエイス」（7/8）というポジションが存在した（後述）。
国によっては、12番を「セカンド・ファイブエイス（second five-eigths、2番目の5/8。スタンドオフの後ろに位置する）」と分けて呼ぶ場合もある（ニュージーランドでは、10番を「ファースト・ファイブエイス（first five-eigths、1番目の5/8）」と呼ぶ）。フィジーでは、10番を「ファースト・ファイブ（first five 5列目の1番目）」、12番を「セカンド・ファイブ（second five 5列目の2番目）」という。

#### センター
背番号：12番・13番
略号：CTB
英語表記：center three-quarter back / center
- 12番をインサイド・センター（inside center）、13番をアウトサイド・センター（outside center）と呼ぶこともある。
- 10番と12番の2人を「ファイブエイス (five eighths)」と呼ぶこともある（ニュージーランドやフィジー）。詳細は「10番における呼称の違い」を参照。
- 一般的にインサイド・センターはSOに近く、パススキルや突破力が求められ、アウトサイド・センターはWTBに近く、ランニングスピードが求められる。
- 言わば切込隊長。スタンドオフ（SO、FH）の外に位置し、SOからウィング（WTB）へパスを中継したり、意表を突いて自らラインを突破したり、敵陣の空いたスペースにボールを蹴り入れたりと、攻撃の幅を広げる。攻撃時の接点になることが多いため、パススキルはもちろん自ら相手に突破を仕掛ける際のスピードに加え、当たり強さも求められる。
- ディフェンス時には、SOの外を突いてくる敵に対する強いタックルも求められる。自身のそばでモールやラックが発生すれば、それに参加することもよく見られる光景である。したがって、フォワードに負けない体格の選手が増えている。
- 攻撃力と器用さを求められるポジションのため、フランカーも担当する選手がいる。

#### ウイング
背番号：11番・14番
略号：WTB
英語表記：wing three-quarter back / wing
ウェールズでの呼称：ウィンガー（winger）
- 攻撃の際はラインの最も大外でパスを受け、ラインぎわを駆け抜けてトライを取りに行くなど、快足と共に、巧みなステップや相手を抜き去る走力や、相手裏へのキックの技術も要求される。トライゲッターとしても活躍する[34]。
- フルバック（FB）と共に相手のキック処理に関わることが多く、テリトリーを獲得するため、ロングキックも求められる[34]。2021年8月から採用されたルール「50:22」により、タッチラインぎわを狙うロングキックの正確さも重要となった[35]。
- フルバックも担当する選手が多い。

### フルバック
全体の最後尾 (8/8) に位置するポジションであるため、15番をフルバック（full back）と呼称する。

#### フルバック
背番号：15番
略号：FB
英語表記：full back
- 最後尾に位置し、バックスを統率するバックス最後の要のポジション。
- バックス陣が攻撃を担当するラグビーユニオンにおいて、フルバックは攻撃よりはむしろ守備の担当として、攻撃時でも最後尾で味方の選手に指示を出しつつ自陣のゾーンをカバーする。相手バックス陣に負けないスピードと相手FW陣に負けない当りの強さを求められる。
- 切り札としてオフェンスに参加することもある。特にキックの能力が不可欠である。2021年8月から採用されたルール「50:22」により、タッチラインぎわを狙うロングキックの正確さも重要となった[35]。
- 10番（スタンドオフ）と共に、ゴールキックを担当する選手が多い。そのため、得点する機会が多く、五郎丸歩は、FBを担当してテストマッチ（公式国際試合）57試合出場で、711得点をあげ、日本代表選手最高得点記録を持つ[36]。

### UTB
略号：UB / UTB
英語表記：utility backs
- ポジション名ではなく、能力を表した名称である。ユーティリティ（utility）とは、「役に立つ」という意味。
- バックス選手として、どのポジションでも務められる選手のこと。試合ではスクラムハーフ以外の、スタンドオフ、センター、ウィング、フルバックを担当することが多い。
- フォワードでも、フランカーとナンバーエイトの両方などを務める選手を「ユーティリティー・プレーヤー」という。

## 10番における呼称の違い
10番ポジションの呼び方は、国（協会）によって異なる。日本やスコットランドで一般的にスタンドオフと呼ばれる背番号10は、国によって呼称が大きく異なり、国際的な統一には至っていない。 

### スタンドオフ
10番に対する「スタンドオフ（stand off、略号SO）」の呼称は、日本のほか、スコットランドで使われている。ハーフ団（9番・10番）のうち、スクラムから より離れていることを意味する「stand off half」が語源となる。 

### アウトハーフ
現在ワールドラグビー本部もある強豪アイルランドでは「アウトハーフ（out half、略号OH）」と呼ぶ。ハーフ団（9番・10番）のうち、外側（スクラムから より離れている側）に位置しているという意味で、「stand off half」と同義となる。 

### ファースト・ファイブエイス
強豪国ニュージーランドでは「ファースト・ファイブエイス（first five-eighth、略号FF）」と呼ぶ。「10番と12番」は5列目を意味する「5/8（八分の五）」＝ファイブエイス（five eighth）といい、10番は その1番目であることから。1903年、オールブラックスの初代キャプテン、ジミー・ダンカン（Jimmy Duncan）が、ファイブエイスにおける戦術と共に考案した名称である。 

### ファースト・ファイブ
太平洋諸国の強豪フィジーでは、ニュージーランド同様に、5列目（10番と12番）のうち、10番を「5列目の1番目」として「ファースト・ファイブ（first five、略号FF）」と呼ぶ。12番は「5列目の2番目」の意味で、セカンド・ファイブ（second five）と呼ぶ。

### フライハーフ
多くの国では「フライハーフ（fly half、略号FH）」と呼ぶ。その語源は、1878年にウェールズの首都カーディフで、ハーフバックス（ハーフ団）の1人にショートパスを送り、その選手がボールを持って突進するという戦術が考案されたことによる（現在では、10番の代表的戦術となった）。このハーフバックは「フライングハーフバック（flying half back）」と呼ばれ、やがてフライハーフ（fly half）に短縮された。 
| 10番の呼称                                      | 略号 | その呼称を使っている国（協会）                                                       | 備考                                                                            |
| ----------------------------------------------- | ---- | ------------------------------------------------------------------------------------ | ------------------------------------------------------------------------------- |
| スタンドオフ（stand off）                       | SO   | 日本、スコットランド                                                                 |                                                                                 |
| アウトハーフ（out half）                        | OH   | アイルランド                                                                         |                                                                                 |
| ファースト・ファイブエイス（first five-eighth） | FF   | ニュージーランド                                                                     | ニュージーランドでは、9番は「halfback」                                         |
| ファースト・ファイブ（first five）              | FF   | フィジー                                                                             | フィジーでは、インサイドセンター（12番）は「second five（セカンド・ファイブ）」 |
| フライハーフ（fly half）                        | FH   | イングランド、ウェールズ、フランス、南アフリカ共和国、オーストラリア、アメリカ合衆国 |                                                                                 |
| アペルトゥーラ（apertura）                      |      | イタリア、アルゼンチン、スペイン                                                     | aperturaは「オープニング」「開始」などの意味。                                  |

## 交代選手
一般的な公式戦では、8人の交代選手が用意され、キックオフの48時間前までに、先発出場の15人と共に 計23人が出場登録され、発表される。
ベンチで控える交代選手8人（背番号16番から23番まで）は、「リザーブ（reserves）」「リプレイスメント（replacements）」「サブスティチューション（substitutions）」「控え」などという。
専門性が高く、ケガの機会も多いフォワード第1列は、競技規則（2024年、第3条「チーム」）によって、公式戦では一般的な23人（先発選手15人＋交代選手8人）でのチーム編成の場合、控え選手も第1列の3人をそろえることを義務化している。
交代選手は16番以降の背番号を自由につける。しかし慣習として、16番がフッカー（2番の交代）、17番が左プロップ（1番の交代）、18番が右プロップ（3番の交代）となることが多い。23人編成の場合、19番・20番までがフォワード、21番から23番までがバックスになることが多いが、チーム事情による。

### 交代に関する主なルール
- 戦術的に交代して退出した選手（ケガや脳震盪を理由としての交代ではない選手）は、ケガや脳震盪の理由で退出する選手がいる際には、再度、代わりとして試合に参加できる[69]。
- ケガを理由に、正式に（一時的交代ではなく）退出した選手は、再度試合に出場することはできない[69]。
- 出血を伴うケガの場合、一時的交替が認められる。負傷した選手は、出血を抑えられたらプレーに戻る。15分以内に戻ることができない場合は、その交替は一時的なものではなく、正式なものとなり、退出した選手は再度試合に参加することはできない[69]。
- 脳震盪の診断が必要な選手が退出する場合、一時的交替が認められる。脳震盪の評価を得た場合や、12分以内に戻ることができない場合は、その交替は一時的なものではなく、正式なものとなり、退出した選手は再度試合に参加することはできない[69]。
- ワールドラグビーによる試験的ルール「20分レッドカード（20分間の退出後、本人以外の控え選手が出場できる）」が、ジャパンラグビーリーグワン2024-25シーズンにおいて採用された。これにより、専門性の高いプロップが20分レッドカードを適用されている際に、アンコンテストスクラム（組まないスクラム）を形成するためには何人退出すべきかが議論となった[70][71]。詳細は「JAPAN RUGBY LEAGUE ONE 2024-25#新ルールの導入」を参照。

## ファイブエイス
ファイブエイス（five eighths、「8分の5」という意味）は、フォワード（1番～8番）を第1列～第3列、スクラムハーフ（9番）を第4列とした場合に、「10番・12番」を第5列とする呼び方である。
ニュージーランドでは、10番を「最初のファイブエイス」という意味で「ファースト・ファイブエイス（FF、first five-eighth）」と呼ぶ。12番（インサイド・センター）については、「2番名のファイブエイス」という意味で「セカンド・ファイブエイス（SF、second five-eighth）」とも呼ぶ。
フィジーでは、これを省略して、10番を「ファースト・ファイブ（FF、first five）」、12番を「セカンド・ファイブ（SF、second five）」と呼ぶ。

## かつて存在したポジション
出典：

### セブンエイス
「フォワード7人、バックス8人」の編成が可能だった時代（1996年まで）に存在したポジション。
- セブンエイス（seven eighth、SE）は、「7/8（七分の八）」つまり第7列という意味。フォワードを1人減らし、スリークォーターバック（TB、three-quarter back）と呼ばれるセンターやウィングの後ろ、フルバックの前に、バックスをもう1人配置するポジション。フォワード7人、バックス8人での編成となる。
- 1910年、当時フォワード7人体制を採用していたオールブラックス（ニュージーランド代表）にならい、慶應義塾大学はフォワード7人体制（2-3-2 または 3-2-2）を採用[7]。17年間FW7人体制を守り、日本国内チームに対して無敗記録を続けた[8][9]。
- その後も、1950年代まで慶應義塾を中心にセブンエイス（SE）が しばしば置かれていた。（参考文献：日本ラグビーフットボール協会機関紙「RUGBY FOOTBALL」第3巻2号・1953年11月号 5頁、ケンブリッジ大学 対 全慶應義塾大学（1953年9月13日対戦））
- 15人を8つの列に分けて、フォワード7人（3列）の後に、SHが第4列、SOと12番CTBが第5列（5/8＝ファイブエイス）、13番CTBとウィングが第6列（6/8＝3/4＝スリークォーター）、セブンエイスが第7列（7/8）となり、FBが第8列（8/8）となる。
- 1996年にスクラムを8人で組むことが定められたため、[15]現在では、セブンエイスのポジションは無くなった（バックスは7人に減った）。
- セブンエイスの背番号は「14」となる。フォワード7人体制のため、スクラムハーフが8番、スタンドオフが9番、左ウイングが10番、センターが11番・12番、右ウイングが13番となる。